# Gepanzerte Nebengelenktiere
Die Gepanzerten Nebengelenktiere (Cingulata) bilden eine Ordnung der Nebengelenktiere (Xenarthra). Die einzigen heute lebenden Vertreter sind die Gürteltiere (Dasypoda) mit den beiden Familien der Dasypodidae und der Chlamyphoridae. Neben den Gürteltieren werden noch eine Reihe weiterer Gruppen zu den Gepanzerten Nebengelenktieren gezählt. Das Verbreitungsgebiet umfasst nahezu das gesamte Südamerika und die südlichen Teile Nordamerikas. Als Besonderheit der Gruppe hat sich ein äußerer knöcherner Panzer herausgebildet, der aus einzelnen Knochenplättchen besteht (Osteoderme) und sowohl den Kopf, den Rücken sowie bei den meisten Arten auch den Schwanz bedeckt. Die heute allgemein anerkannte wissenschaftliche Bezeichnung Cingulata wurde im Jahr 1811 geprägt.

## Merkmale
Wie der Name schon andeutet besitzen die Gepanzerten Nebengelenktiere als einzige bekannten Vertreter der Säugetiere einen knöchernen Hautpanzer. Im Gegensatz zu dem Schuppenkleid der Schuppentiere besteht der Knochenpanzer bei den Gepanzerten Nebengelenktieren aus einzelnen Osteodermen, kleinen knöchernen Plättchen, die in Reihen angeordnet sind. In der Regel lassen sich ein Kopfschild, ein Rückenpanzer und mit einzelnen Ausnahmen auch ein Schwanzpanzer unterscheiden. Der Bauch und die Beine sind nur spärlich mit Knochenplättchen bedeckt. Der Rückenpanzer besteht zumeist aus einem Schulter- und einem Beckenschild. Die Panzerung erscheint bei den Gepanzerten Nebengelenktieren relativ vielfältig, es können mehrere Grundprinzipien unterschieden werden:
- ein starrer Rückenpanzer, bei denen der Schulter- und Beckenschild nicht beweglich zueinander angeordnet sind, etwa bei den Glyptodontidae;
- der Schulter- und der Beckenschild sind in der Körpermitte etwas übereinandergeschoben, so dass der gesamte Rückenpanzer nur eingeschränkt beweglich ist, so bei den Pachyarmatheriidae;
- ein beweglicher Rückenpanzer, bei dem zwischen dem Schulter- und Beckenschild eine unterschiedliche Anzahl an quer verlaufenden beweglichen Bändern ausgebildet ist; der Typ kommt bei den Gürteltieren, den Peltephilidae und den Pampatheriidae vor; hier lassen sich wiederum folgende Typen unterscheiden:

- der Rückenpanzer besteht nur aus beweglichen Bändern (Peltephilidae und einige frühe Gürteltiere);
- der Rückenpanzer besteht in seinem gesamten vorderen Teil (Schulterschild) aus beweglichen Bändern (einige frühe Gürteltiere);
- der Rückenpanzer besteht aus je einem starren Schulter- und Beckenschild mit beweglichen Bändern dazwischen (Gürteltiere und Pampatherien);

Die einzelnen Knochenplättchen haben je nach Art eine unterschiedlich gestaltete Form und sind auf ihrer Oberfläche jeweils charakteristisch ornamentiert. Im Querschnitt bestehen die Osteoderme aus einer oberen und einer unteren Knochenschicht, zwischen denen sich eine mit Hohlräumen versehene weichere Schicht befindet. In diese sind verschiedene Drüsen und Haarfollikel eingelagert. Sowohl in ihrem äußeren als auch inneren Aufbau sind die Knochenplättchen bedeutsam bei der Bestimmung fossiler und rezenter Formen und besitzen somit einen taxonomischen Wert.
Der Knochenpanzer wird bereits im Embryonalstadium angelegt, die Osteoderme sind aber noch nicht miteinander verwachsen, sondern durch Weichteilgewebe verbunden. Erst nach der Geburt härtet der Panzer aus, was sich unter anderem aus der Enge des Geburtskanals begründet. Die Ausbildung des Panzers führt zu einigen anatomischen Besonderheiten. So weisen die Gürteltiere unter anderem einen im Verhältnis zur Körpergröße außerordentlich langen Penis auf. Dieser ist zur Überbrückung des großen Abstandes zum weiblichen Geschlechtsorgan notwendig, der durch den starren Rückenpanzer beim Geschlechtsakt entsteht. Außerdem ist sein Schwellkörper in Folge längs und quer verlaufender Kollagenfasern äußerst stabil und widersteht so im erigierten Zustand seitlichen Scherkräften. Eine weitere Konsequenz ergibt sich aus der weitgehend fehlenden Fellbedeckung, weshalb der Panzer über eine hohe Temperaturleitfähigkeit verfügt. In Verbindung mit einer kaum ausgebildeten isolierenden Fettschicht und einem niedrigen Metabolismus führt dies zu einem starken Hitzeverlust; die Gürteltiere sind daher befähigt, in extrem trocken-heißen Gebieten zu überleben. Gleichzeitig schränkt dies aber auch ihre Ausbreitung in kühlere Klimate ein.
Zu den weiteren Merkmalen gehören die Ausbildung von xenarthrischen Gelenken an den hinteren Brust- und an den Lendenwirbeln, was ein generelles Merkmal der Nebengelenktiere darstellt. Bei einigen Linien wie den Glyptodontidae ist das Kennzeichen aber durch die hohe Verwachsung der Wirbelsäule wieder verloren gegangen. Das Gebiss zeichnet sich durch einen homodonten Aufbau aus. Die einzelnen Zähne sind zumeist stiftartig schmal oder lappenartig aufgeweitet. Die Anzahl der Zähne ist stark variabel, unter anderem besitzt das rezente Riesengürteltier (Priodontes) mit bis zu 100 Zähnen die höchste Anzahl unter den terrestrischen Säugetieren.

## Systematik
Die Gepanzerten Nebengelenktiere sind eine Ordnung innerhalb der Überordnung der Nebengelenktiere (Xenarthra), eine der vier Hauptlinien der Höheren Säugetiere (Eutheria). Die nächsten Verwandten der Gepanzerten Nebengelenktiere bilden die Zahnarmen (Pilosa), welche die Faultiere (Folivora) und Ameisenbären (Vermilingua) einschließen. Gemeinsames Merkmal der Nebengelenktiere stellen die namengebenden  xenarthrischen Gelenke an den seitlichen Fortsätzen der hinteren Brust- und der Lendenwirbel dar. Darüber hinaus weichen die Nebengelenktiere von anderen Höheren Säugetieren durch Eigentümlichkeiten im Gebiss auf. Generell fehlen die vorderen Zähne, außerdem ist bei den meisten Formen kein Zahnschmelz ausgeprägt. Nach molekulargenetischen Untersuchungen trennten sich die Nebengelenktiere bereits in der ausgehenden Unterkreide vor etwa 103 Millionen Jahren von den anderen Höheren Säugetieren ab. Die Gepanzerten Nebengelenktiere und die Zahnarmen differenzierten sich zu Beginn des Paläozäns vor etwa 65 Millionen Jahren heraus. Fossil nachweisbar sind die Gepanzerten Nebengelenktiere erstmals im Oberen Paläozän vor etwa 58 Millionen Jahren.
Die beiden einzigen heute noch lebenden Familien dieser Ordnung sind die Dasypodidae und die Chlamyphoridae aus der Gruppe der Gürteltiere (Dasypoda). Des Weiteren werden noch eine Reihe ausgestorbener Linien dazu gezählt. Von Bedeutung sind die Glyptodontidae, die vom Eozän bis zum Pleistozän auftraten und vor allem in ihrer späten Entwicklungsphase teils riesige Formen mit bis zu 2 t Körpergewicht hervorbrachten. Ihr Hauptmerkmal findet sich in dem starren Rückenpanzer. Als mit den Glyptodonten eng verwandt werden die Pampatheriidae eingestuft, deren zeitliche Verbreitung vom Miozän bis zum Pleistozän reicht. Diese waren mit einem maximalen Körpergewicht von rund 200 kg deutlich kleiner, aber größer als die Gürteltiere. Im Gebissaufbau wiesen sie Ähnlichkeiten zu den Glyptodonten auf. Der Panzer wiederum war vergleichbar zu dem der Gürteltiere, da zwischen einem starren Schulter- und Beckenschild bewegliche Bänder bestanden, deren Anzahl abweichend von der großen Variation bei den Gürteltieren stets drei betrug. Die Nahverwandtschaft der Glyptodonten und der Pampatherien wird durch das übergeordnete Taxon der Glyptodonta ausgedrückt. In einer systematischen Nähe stehen auch die Palaeopeltidae, deren Rückenpanzer an die Gürteltiere erinnert, der Schädel aber an die Glyptodonten. Über diese Gruppe, die weitgehend nur im Eozän und im Oligozän mit der Gattung Palaeopeltis auftritt, ist jedoch zu wenig bekannt. Eine weitere Entwicklungslinie bilden die Pachyarmatheriidae, die vom Oberen Miozän bis zum beginnenden Holozän sowohl in Nord- als auch in Südamerika vorkamen. Kennzeichnend für ihre Angehörigen ist ein Rückenpanzer, dessen Schulter- und Beckenteil sich überlappen, ohne dass dazwischen bewegliche Bänder ausgebildet sind. Die Pachyarmatheriidae werden als Schwestergruppe zu den Glyptodonta aufgefasst. Die Peltephilidae wiederum charakterisieren sich durch zwei steil aufgestellte Schuppenhörner auf der Schnauze und einen Rückenpanzer, der möglicherweise nur aus beweglichen Bändern bestand. Sie bewohnten die Waldlandschaften Südamerikas vom Eozän bis zum ausgehenden Miozän. Problematisch sind die Protobradidae, denen mit Protobradys lediglich eine Gattung aus dem Paläogen von Patagonien angehört. Beschrieben anhand eines einzelnen Kieferfragments zu Beginn des 20. Jahrhunderts ist der Holotyp der Form mittlerweile verloren, so dass keine genaueren Aussagen getroffen werden können.
Insgesamt setzt sich die Ordnung folgendermaßen zusammen:
- Ordnung Cingulata Illiger, 1811

- Chlamyphoridae Bonaparte, 1850
- Dasypodidae Gray, 1821
- Glyptodontidae Gray, 1879
- Pachyarmatheriidae Fernicola, Rindenknecht, Jones, Vizcaíno & Porpino, 2018
- Palaeopeltidae Ameghino, 1895
- Pampatheriidae Paula Couto, 1954
- Peltephilidae Ameghino, 1894
-  ? Protobradidae Ameghino, 1902

## Forschungsgeschichte

### Namensgebung
Die wissenschaftliche Bezeichnung Cingulata stammt von Johann Karl Wilhelm Illiger aus dem Jahr 1811. Illiger schloss ursprünglich darin nur die Gürteltiere ein, andere Vertreter der Gepanzerten Nebengelenktiere waren zu dem Zeitpunkt kaum bekannt. Der Name bezieht sich auf die Panzerung der Tiere. Er ist lateinischen Ursprungs und leitet sich von cingulum („Gürtel“) ab, bedeutet also so viel wie „Gegürtelte“. Die Faultiere und Ameisenbären werden wiederum in den Pilosa zusammengefasst, was vom lateinischen Wort pilus für „Haar“ abstammt und als „Behaarte“ übersetzt werden kann. Demnach wurden die Hauptgruppen der Nebengelenktiere von den früheren Forschern nach ihrer charakteristischen Körperbedeckung unterschieden. Die Bezeichnung Pilosa etablierte William Henry Flower im Jahr 1883.
Ein vor allem im 19. und Anfang des 20. Jahrhunderts häufig gebrauchtes Synonym ist Loricata, das 1792 von Félix Vicq d’Azyr eingeführt worden war (als Loricati), um die Gürteltiere zu vereinen. Später, 1842, nutzte Richard Owen die Bezeichnung erstmals in grammatikalisch richtiger Form. Erst im Jahr 1910 wies Theodore Gill darauf hin, dass Loricata präokkupiert ist, da Blasius Merrem den Begriff 1820 für die Krokodile verwendet hatte. Er schlug daher als Alternative Illigers Cingulata vor. Dies setzte sich aber erst mit George Gaylord Simpsons Werk zur generellen Taxonomie der Säugetiere 1945 durch.

### Systematikgeschichte
Es gab verschiedenste Versuche, die Gepanzerten Nebengelenktiere systematisch zu gliedern. Zahlreiche Wissenschaftler bevorzugten eine Zweiteilung der Gruppe. So auch Simpson 1945, der die Gruppe in die beiden Überfamilien der Dasypoidea für die Gürteltiere und die Glyptodontoidea für die Glyptodonten differenzierte. Den Dasypoidea fügte er außerdem noch die Pampatherien als Unterfamilie (als Chlamytheriinae bezeichnet) und die Peltephilidae als eigene  Familie hinzu, während er Palaeopeltis mit unsicherer Stellung den Glyptodontoidea zuschlug. Ein ähnliches System wurde auch im weiteren Verlauf des 20. Jahrhunderts immer wieder favorisiert, teils aber mit variierender Zusammensetzung. Eine Ausnahme bildeten hier Bryan Patterson und Rosendo Pascual, die Ende der 1960er, Anfang der 1970er Jahre neben diesen beiden Großgruppen noch die Palaeopeltidae als eigene Linie aushielten. George F. Engelmann führte dann Ende der 1970er Jahre erstmals kladistische Methoden zur Gliederung der Gepanzerten Nebengelenktiere ein. In seinem Schema blieb die Zweiteilung der Gruppe erhalten. Er unterschied diese jedoch mit den Dasypoda und den Glyptodonta auf höherer taxonomischer Ebene, wobei die Glyptodonta neben den eigentlichen Glyptodonten auch die Pampatherien und die Eutatini enthielten, letztere stellen ausgestorbene Gürteltiere aus der weiteren Verwandtschaft des Sechsbinden-Gürteltiers, der Borstengürteltiere und des Zwerggürteltiers dar. Die Nahverwandtschaft der drei Gruppen sah Engelmann durch die Ausbildung eines festen Kerns aus Osteodentin in den hinteren Zähnen bestätigt. Engelmanns Gliederung blieb in der Folgezeit weitgehend unbeachtet, stattdessen kehrte Patterson im Jahr 1988 gemeinsam mit William D. Turnbull und Walter Segall zur alten Gliederung zurück und verwies die Peltephilidae und die Pampatheriidae wieder zur Gürteltierverwandtschaft. Malcolm C. McKenna und Susan K. Bell trugen diese Gliederung in ihrer 1997 erschienenen Classification of mammals above the species level nur teilweise mit, da sie die Pampatherien wieder näher an die Glyptodonten heranrückten.
In einer der bis dahin umfangreichsten phylogenetischen Studien zu den Gepanzerten Nebengelenktieren berücksichtigten Timothy J. Gaudin und John R. Wible die rezenten und zahlreiche fossile Gürteltiere zuzüglich einiger Vertreter der Glyptodontidae, Pampatheriidae und Peltephilidae. In dieser weitgehend auf Schädelmerkmalen beruhenden Untersuchung bestätigten die beiden Autoren einerseits die enge Beziehung der Glyptodonten und Pampatherien, gleichzeitig sahen sie beide Gruppen in einer Entwicklungslinie der Gürteltiere. Als nächste Verwandtschaft arbeiteten sie dabei die euphractinen Gürteltiere heraus. Als Resultat ihrer Arbeit hoben Gaudin und Wible praktisch die seit Anfang bestehende Ansicht einer Dichotomie der Gepanzerten Nebengelenktiere auf. Verfeinerte Untersuchungen und zusätzliches Fossilmaterial führten dann 2011 dazu, dass eine Forschungsgruppe um Guillaume Billet sowohl die Pampatherien als auch die Glyptodonten tiefer in die Gürteltiere hineinrückten, da ihre Studien eine engere Beziehung zu den Eutatini annehmen ließen. Dadurch wurden die Gürteltiere als Gruppe paraphyletisch.
Mit dem Übergang vom 20. zum 21. Jahrhundert gewannen zunehmend molekulargenetische und biochemische Untersuchungsmethoden Einfluss auf die Systematik, so auch bei den Gepanzerten Nebengelenktieren. Anfangs auf die gegenwärtigen Formen der Gürteltiere beschränkt, konnten im Jahr 2016 erstmals genetische Daten von Doedicurus als einen pleistozänen Angehörigen der Glyptodontidae gewonnen werden. Nach diesen bestätigte sich das Bild einer tiefen Einbettung der Glyptodonten in die Gürteltiere. Anders als es die skelettanatomischen Ergebnisse anzeigten, bestanden hier aber engere Bindungen zu den tolypeutinen (Kugelgürteltiere, Riesengürteltier und Nacktschwanzgürteltiere) sowie zu den chlamyphorinen (Gürtelmulle) Gürteltieren, als deren Schwestergruppe sich die Glyptodonten herausstellten, während die euphractinen Arten weiter außen standen. Dadurch ließ sich die angenommene grundlegende Zweigliederung der Gepanzerten Gürteltiere schlussendlich nicht mehr aufrechterhalten. Vielmehr wurden die Gürteltiere darauf folgend in zwei Familien, die Dasypodidae mit den Langnasengürteltieren und die Chlamyphoridae mit allen anderen Arten aufgeteilt. Die Glyptodonten bilden einen Teil der Chlamyphoridae, es ist momentan jedoch unklar, ob sie auf dem Status der Familie oder Unterfamilie stehen. Bei ersterem Fall würden die Chlamyphoridae eine paraphyletische Gruppe bilden. Aus dem Ergebnis heraus sind die Glyptodonten ein Seitenzweig der Gürteltiere und keine parallele Entwicklung, wie anfänglich angedacht.
Aus genetischer Sicht ist der Status der ebenfalls noch im Oberpleistozän auftretenden Pampatherien unklar, da von diesen noch kein Erbgut extrahiert wurde. Gleiches gilt für die Pachyarmatheriidae, die bis ins frühe Holozän nachgewiesen sind. Deren Charakterform Pachyarmatherium wurde erst 1995 anhand einzelner Knochenplättchen definiert, galt aber zumeist als näher zu den Gürteltieren stehend. Funde vollständiger Rückenpanzer ergaben 2018 eine deutlich von anderen Gepanzerten Nebengelenktieren abweichende Struktur, so dass Juan C. Fernicola und Kollegen die Pachyarmatheriidae als eigenständige Familie einführten, die eine Schwestergruppenposition zu den Glyptodonten und Pampatherien innehat. Die Palaeopeltidae, Peltephilidae und Protobradidae verschwanden weitgehend schon wesentlich früher, zumindest für die Peltephilidae wird aufgrund anatomischer Merkmale zumeist eine sehr basale Stellung innerhalb der Gepanzerten Nebengelenktiere angenommen.